# Virgen de los Remedios (Valencia de Alcántara)
Nuestra Señora de los Remedios es una advocación mariana que se venera en la ermita de los Remedios en el municipio español de Valencia de Alcántara (Cáceres). Es la patrona de la localidad. La primera referencia que se tiene de la imagen data del año 1700.

## La imagen y el camarín
La referencia más antigua que se tiene de la Virgen de los Remedios fue recogida del Archivo Parroquial de Rocamador. En él se señala que en el año 1700 había gastos de una peluca para la Virgen de los Remedios. Del mismo modo, hay otros datos en este Archivo que merecen ser reseñados, aunque no permiten aclarar definitivamente si se refieren a la actual imagen de la Virgen de los Remedios que hoy veneran en Valencia de Alcántara; el antiguo párroco D. Jesús Martín Domínguez señaló en su libro Valencia de Alcántara desde Rocamador, el 6 de septiembre de 1814 se colocó la imagen de la Virgen en su ermita. Otra noticia de la que se dispone es un inventario de 1816: se citan tres mantos para la Virgen, vestidos, corona de plata, zapatos para el Niño, túnica y andas.
La talla de la Virgen de los Remedios es de medio cuerpo, siendo el resto un armazón de madera; es lo que se dice una imagen de candelero, es decir, que solamente tiene talladas la cara y las manos, aunque en este caso está tallada de cintura para arriba. La altura de la imagen es aproximadamente de 140 cm y la peana que la sostiene es de 45 cm; antiguamente la altura era menor por estar ubicada en su primitivo altar, el actual del patrón San Bartolomé, donde la hornacina es reducida. En su mano izquierda lleva la imagen del Niño Jesús y, en la derecha, porta un cetro.

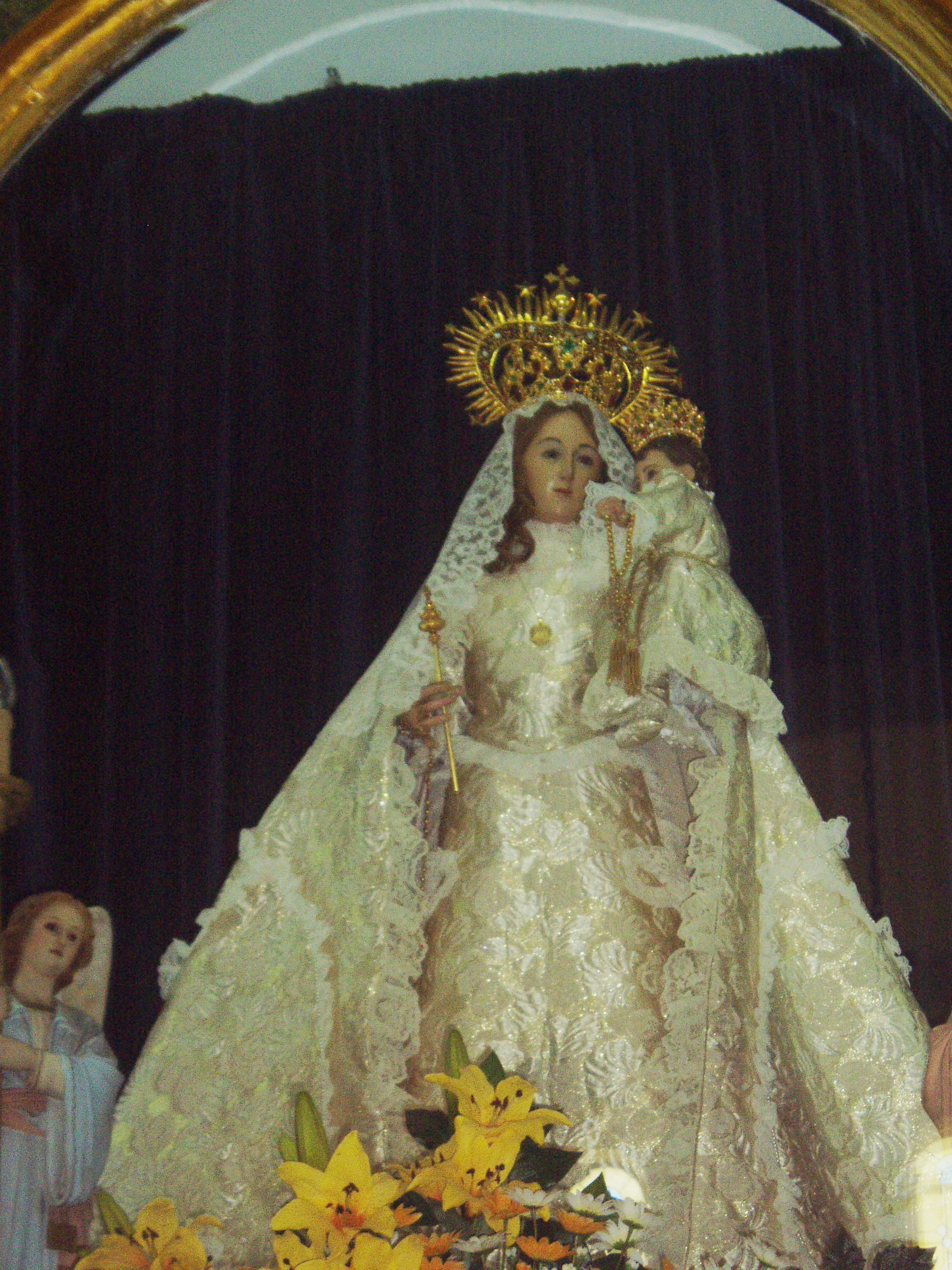
Traje estrenado el 31 de mayo de 1996.

La imagen de la Virgen de los Remedios se encuentra en el camarín situado tras el altar. Después de las obras de ampliación de la ermita en 1946, se colocó la imagen en su actual emplazamiento. Ese pequeño camarín albergó a la Virgen durante unos 36 años, concretamente hasta el año 1982, año en el que hacen las obras del camarín actual. El acceso al camarín es por una de las dos puertas que se encuentran camufladas en el retablo de 1998, y se accede subiendo unas escaleritas tras la puerta. En el interior se encuentra la imagen de la Virgen de los Remedios, situada tras unas cortinas; de las paredes cuelgan fotos de la ermita, carteles del septenario... En un mueble se guardan los trajes que se mencionan a continuación, bien doblados para evitar que se arruguen. También se guardan las coronas y los dos estandartes que se utilizan en la fiesta.
Tiene, aproximadamente, unos 14 trajes, aunque de uno no se conserva la saya. Muchos han sido donados por los fieles y otros adquiridos por la Hermandad. El traje especial es el llamado "traje del pueblo", ya que le fue regalado a la Virgen por todo el pueblo de Valencia de Alcántara; el manto tiene bordados el signo del Ave María y el escudo de la localidad.
Cuenta en su joyero con tres coronas (más las del Niño Jesús), la última del año 1970. Ésta es la más valiosa de las tres, y se utiliza con motivo de la festividad de la Virgen. También posee tres cetros.

## La Hermandad

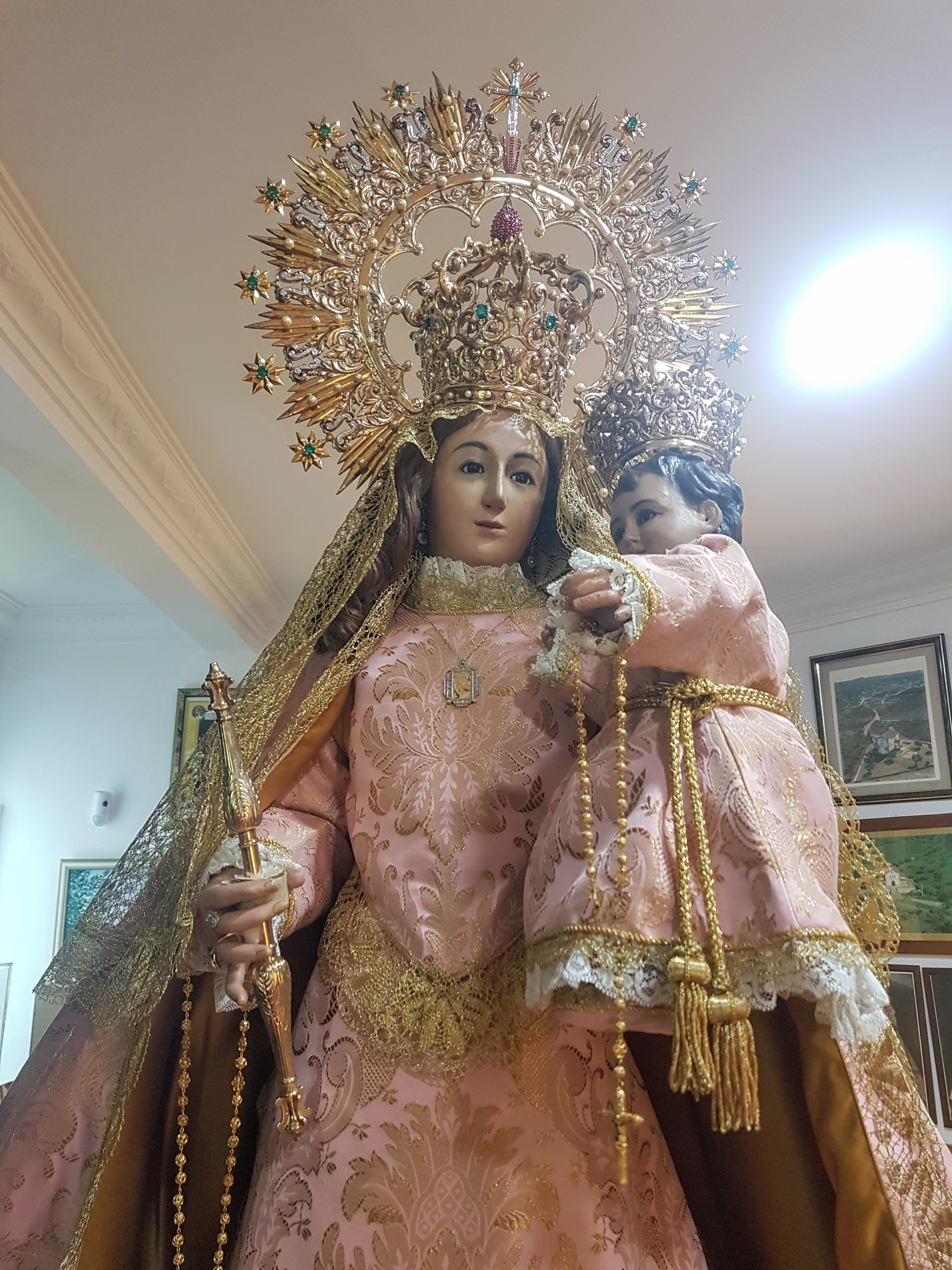
La Virgen de los Remedios en su camarín.

La Hermandad empieza su andadura en 1937. El 13 de noviembre de ese año, un grupo de personas devotas de la Virgen de los Remedios, encabezado entonces por el arcipreste Manuel Jiménez Andrada y actuando como secretario Andrés Durán Palacios, presenta al Obispado de Coria el Reglamento para el Régimen y Administración de la Hermandad, quedando ésta inscrita con el nombre de "HERMANDAD DE LA SANTÍSIMA VIRGEN MADRE DE LOS REMEDIOS". Este decreto fue aprobado por el entonces obispo de la diócesis, Francisco Barbado Viejo, el 29 de noviembre de 1937.
El primer domingo de septiembre de 1938, día de la fiesta de la Virgen de los Remedios, se erigió la Hermandad conforme al reglamento aprobado el año anterior por el Sr. Obispo, formando su primera directiva las siguientes personas:
MAYORDOMO: D. Francisco Martínez Cabezas. HERMANO MAYOR: D. Manuel Delicado Maya. SECRETARIO: D. José Facenda Rodríguez. TESORERO: D. Eugenio Rodríguez Castro. VOCALES: D. Andrés Durán Palacios, D. Gregorio Baquero Ugaldea, D. Francisco Puebla D'Oliveira.
El segundo domingo de septiembre de 1939, día de la subida de la Virgen a su ermita, tuvo lugar en la iglesia de Rocamador la primera bendición e imposición de las medallas a los nuevos hermanos de la hermandad.
Uno de los fines que tuvo la hermandad al constituirse fue el de construir una nueva ermita para la Virgen, mayor que la que ya existía en aquel entonces y que mirase al pueblo. Aunque eran años complicados para todos, pues recién había terminado la Guerra Civil y comenzaba el difícil período de posguerra, la hermandad tomó la decisión de comenzar aquella obra y que la nueva ermita pudiese ver la luz; el segundo domingo de septiembre de 1940 se puso la primera piedra, por lo que las obras se dieron oficialmente por comenzadas. El 18 de junio de 1946 se inauguró la nueva ermita, que es la que actualmente se erige en el cerro de los Remedios.

### Junta directiva

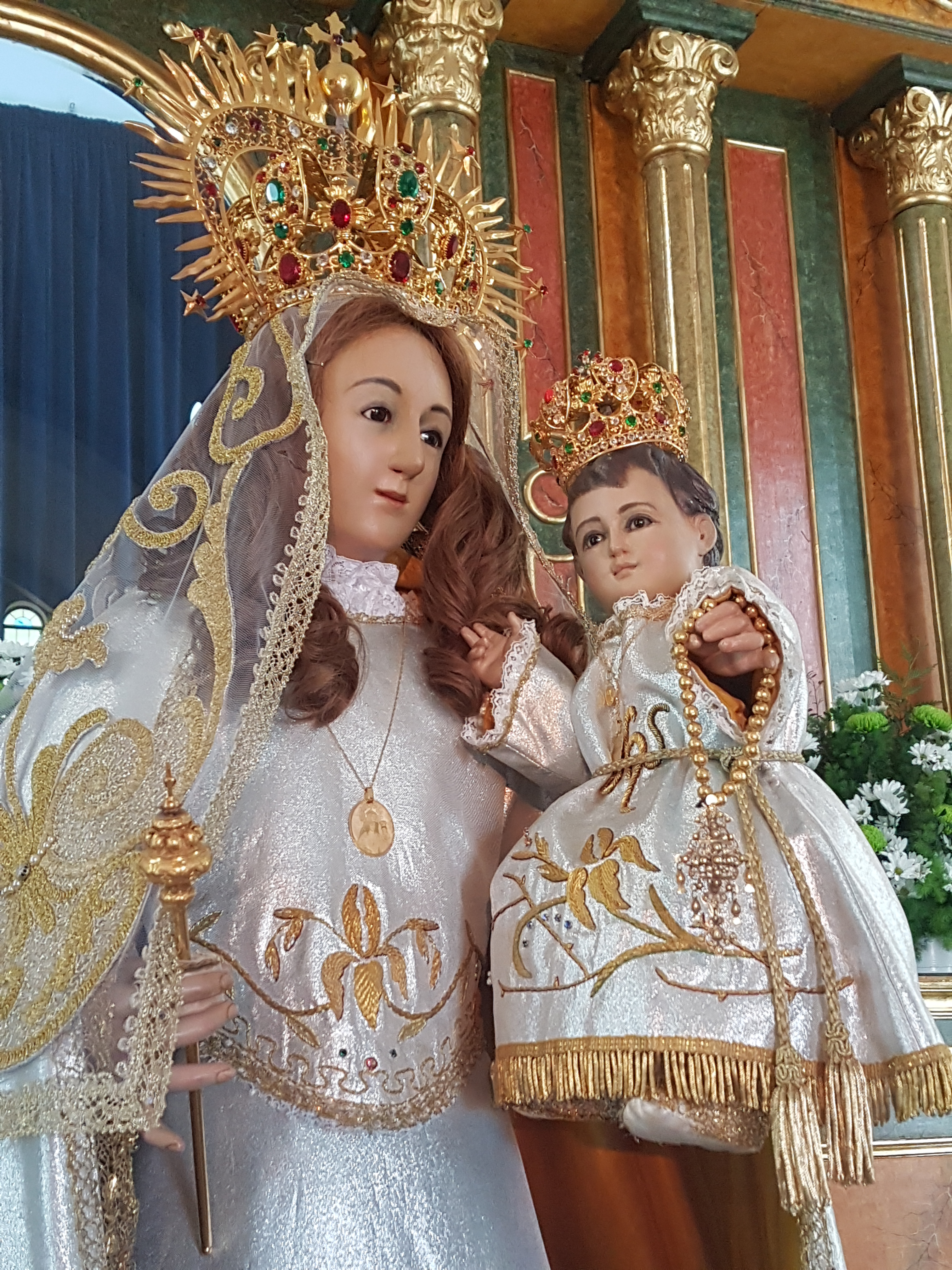
La Virgen en 2021.

Los miembros de la directiva son quienes se encargan, principalmente, de organizar los actos en honor a la Virgen y de mantener vivo el actual patrimonio de la patrona de Valencia de Alcántara. Una de las figuras principales es la camarera; ella y un pequeño grupo de camareras auxiliares tienen el privilegio de asistir a la Virgen de los Remedios en la intimidad de su camarín y que siempre esté lo mejor vestida posible.
Meses antes de septiembre, la directiva empieza ya a organizar los actos del septenario de la Virgen, para que en el mes de agosto esté ya listo el programa oficial. La semana del primer domingo de septiembre se empieza a preparar todo en la ermita para ese día: se llevan las andas desde un pequeño almacén al santuario, las camaristas visten a la Virgen con uno de los tres trajes de gala, en la iglesia de Rocamador se cubre el retablo con las cortinas para colocar allí a la Virgen durante la semana que permanecerá en el pueblo, se hace inventario de los regalos para venderlos el día grande, etc. Así, el sábado anterior a la fiesta, todo está ya listo para que, al día siguiente, el santuario y la Virgen luzcan lo mejor posible.

## Fiestas

### Ofrenda floral

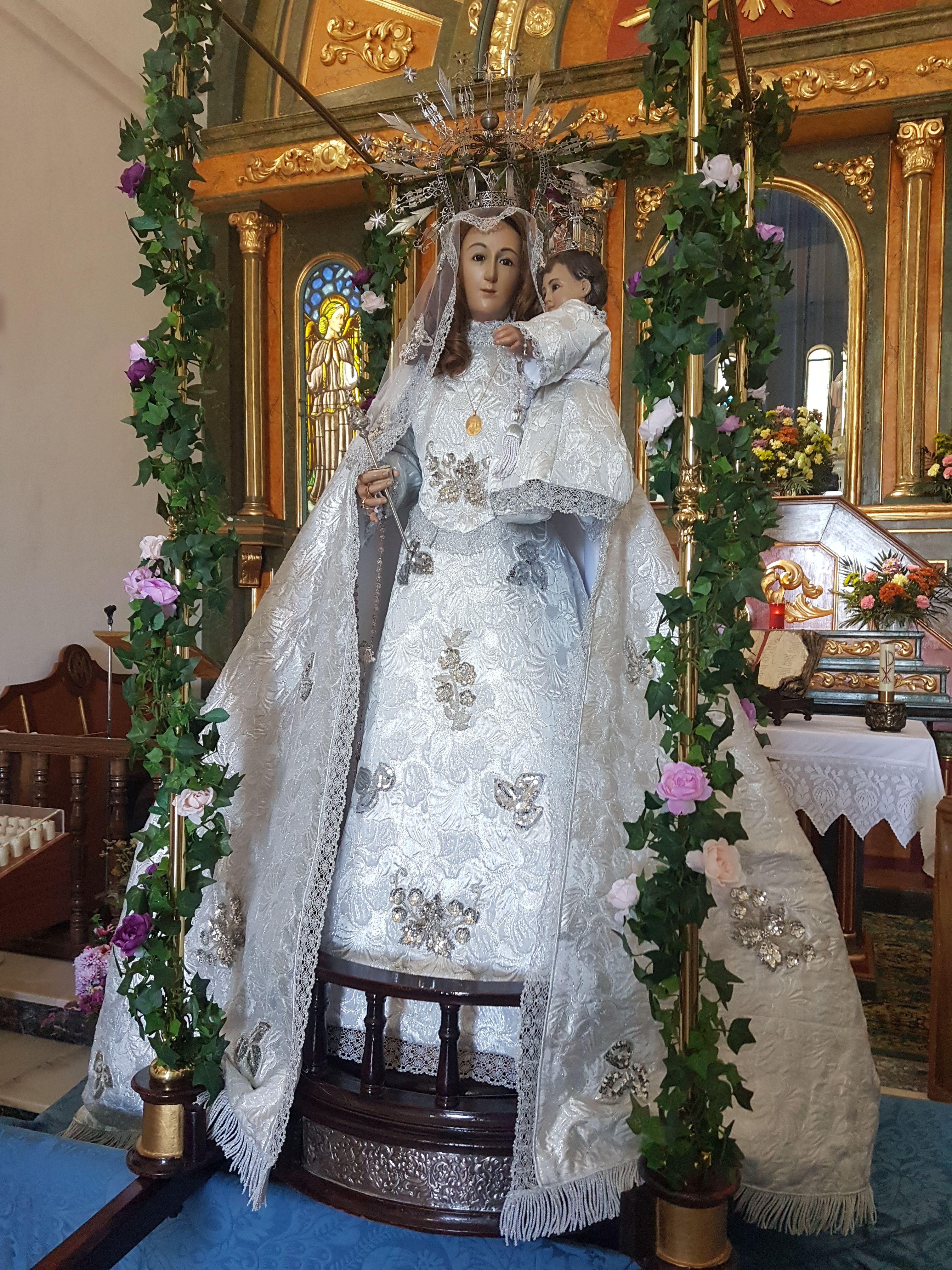
La Virgen durante la ofrenda de 2019.

La primera de las fiestas que se realizan cada año en honor a la Virgen de los Remedios, es la ofrenda floral. Ésta se lleva celebrando ininterrumpidamente desde el año 1984. Se celebra el día 31 de mayo.

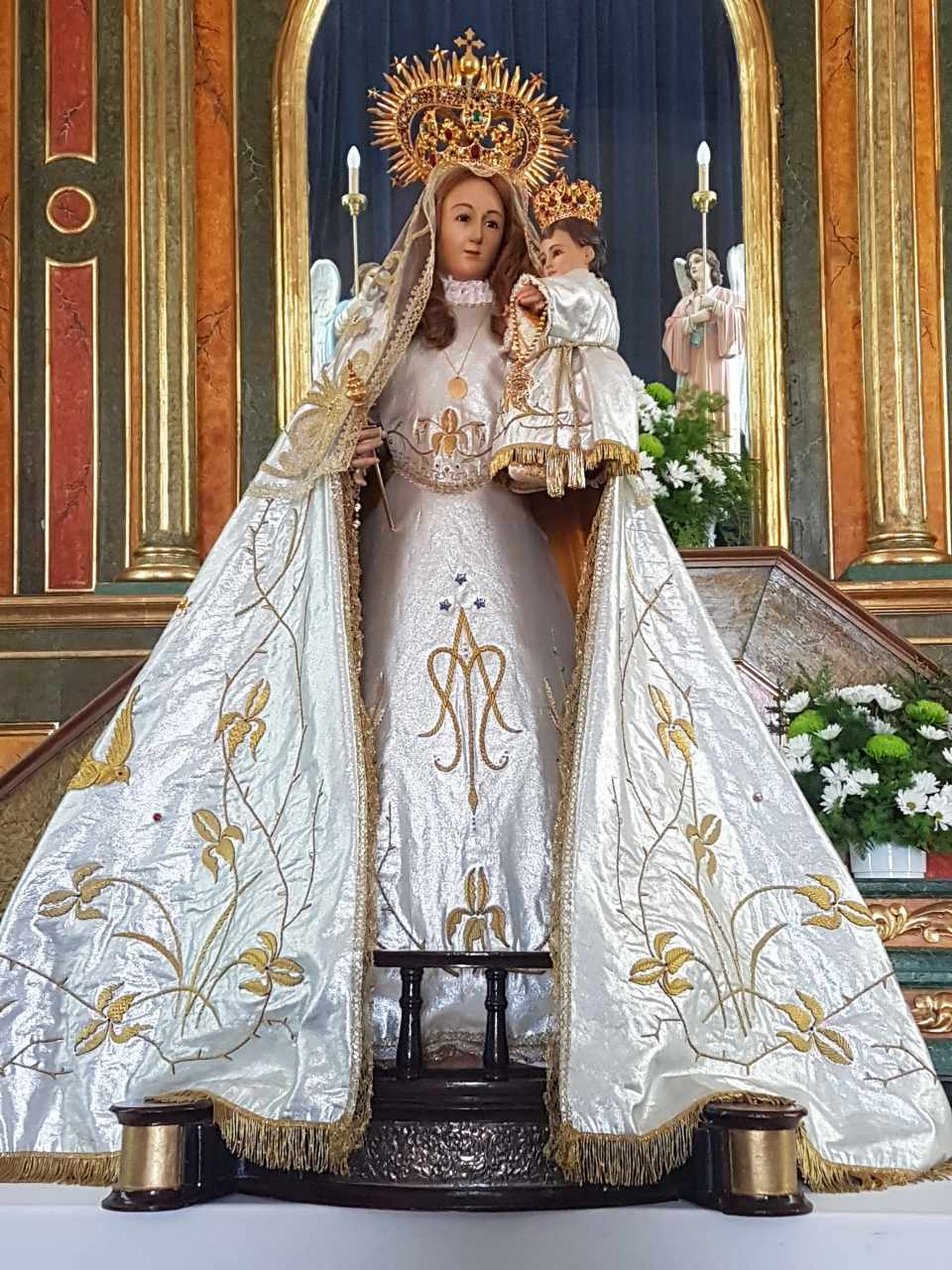
La Virgen durante la ofrenda de 2021.

La ofrenda se lleva a cabo en la escalinata por la que se accede a la ermita, donde se depositan los ramos de flores. La Virgen, situada en el exterior, preside la ofrenda y la misa para que, una vez que termine, recorra en procesión los alrededores de la ermita (la procesión se viene llevando a cabo desde 1996, cuando se conmemoran las bodas de Oro de ampliación de la ermita). Cuando queda poco para que termine la procesión, el grupo de folklore “Juéllega Extremeña” le baila a la Virgen con sus grupos de jóvenes. Una vez que finaliza la procesión, se da por terminada la ofrenda y los valentinos abandonan la ermita para volver todos de nuevo el primer domingo de septiembre; los ramos de flores permanecen en la escalinata de la ermita hasta que se secan.

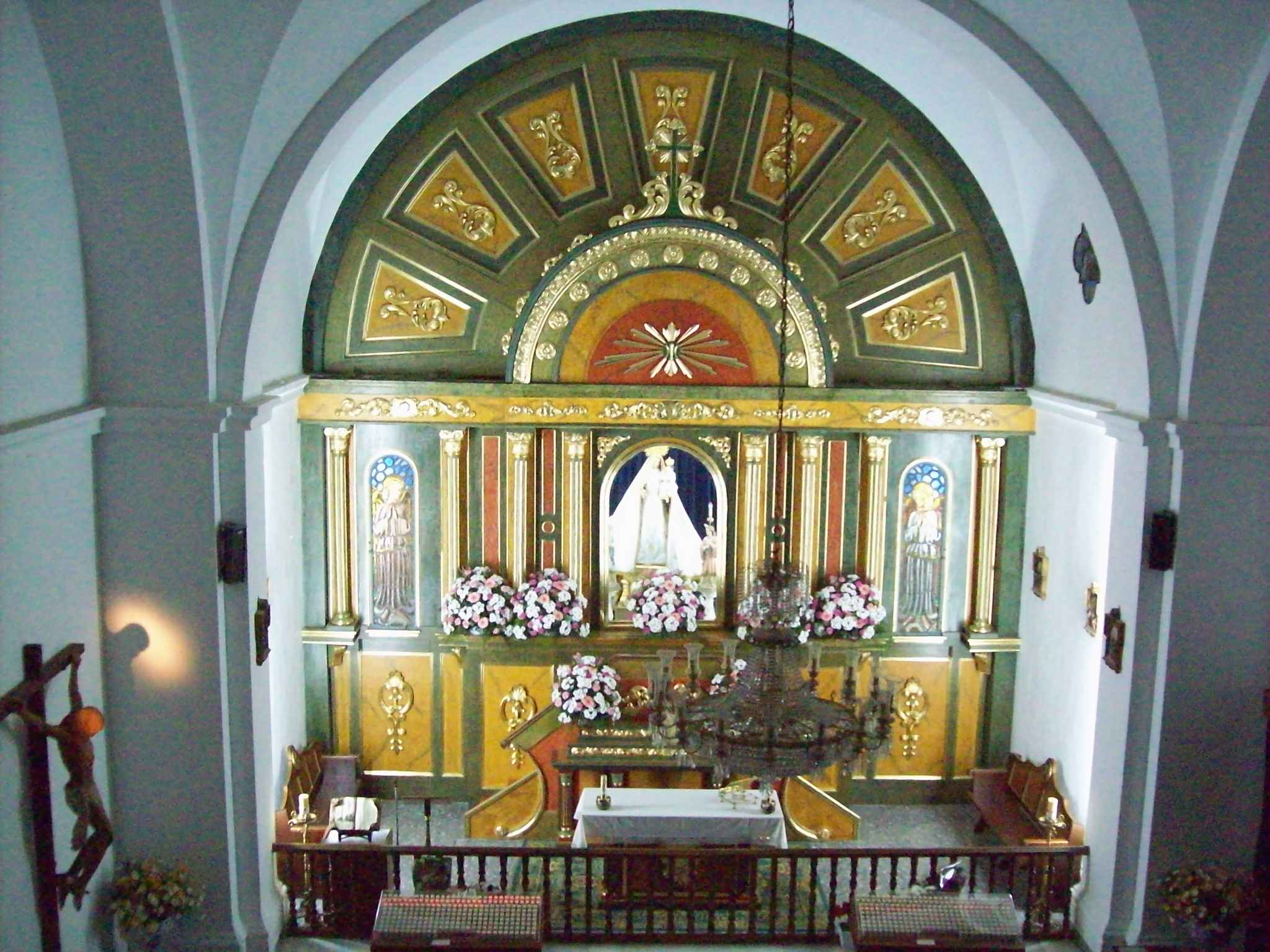
Retablo mayor de la ermita desde el coro.

### Día de los Remedios
De las distintas celebraciones en torno a la Virgen de los Remedios es el día de su fiesta, que coincide con la bajada de la imagen al pueblo, la que tiene mayor relevancia.
El origen de la fiesta resulta desconocido si bien en el año 1716 ya se celebraba. Así lo confirma un documento hallado en el Archivo de Rocamador en el que se recoge la cantidad entregada por una rosca subastada el día de la fiesta. En otro documento de este mismo archivo se cita la recaudación del día de la fiesta de 1814.
En la actualidad la bajada de la Virgen se lleva a cabo el primer domingo de septiembre. Sin embargo, no siempre el día de la fiesta ha coincidido con esta fecha. Hasta mediados de los años 40, época en la que la Hermandad modificó el día de la celebración, éste tenía lugar el 8 de septiembre, fecha en la que la Iglesia conmemora el nacimiento de la Virgen María y fecha en la que también se celebraba la fiesta-romería de la primera patrona de Valencia de Alcántara, la Virgen de Valbón. Hubo diversas ocasiones en las que la fiesta no coincidió con el día de la Natividad de la Virgen, como se recoge en un Archivo Parroquial: “los años 1826 y 1827 fue el 2 de septiembre y en 1829 y 1832 fue el 29 de agosto y en el año 1931 fue el 28”.
La fiesta, tal y como hoy se celebra, en lo esencial presenta escasas modificaciones respecto a la existente en épocas pasadas: siempre se han celebrado la misa, la subasta y la procesión.
El día anterior al de la fiesta la directiva de la Hermandad inicia los preparativos, se viste a la Virgen con uno de sus mejores trajes, se montan las andas especialmente engalanadas con diversos adornos florales y se dispone todo para los actos del día siguiente. A primeras horas de ese domingo numerosos devotos suben hasta la ermita para entregar las ofrendas y regalos que se subastarán por la tarde.
A media tarde se celebra una eucaristía en la ermita; a continuación, se procede a un besamedalla delante de la imagen de la Virgen, obsequiando la Hermandad a los devotos con un pequeño calendario.
Finalizada la misa, tiene lugar en la explanada lateral de la ermita la tradicional subasta de los regalos que han ido llegando a lo largo de la mañana. Es tradición también que, durante este día, se vendan en la ermita numerosos recuerdos de la Virgen y por la tarde comer el tradicional bocadillo de anchoas.

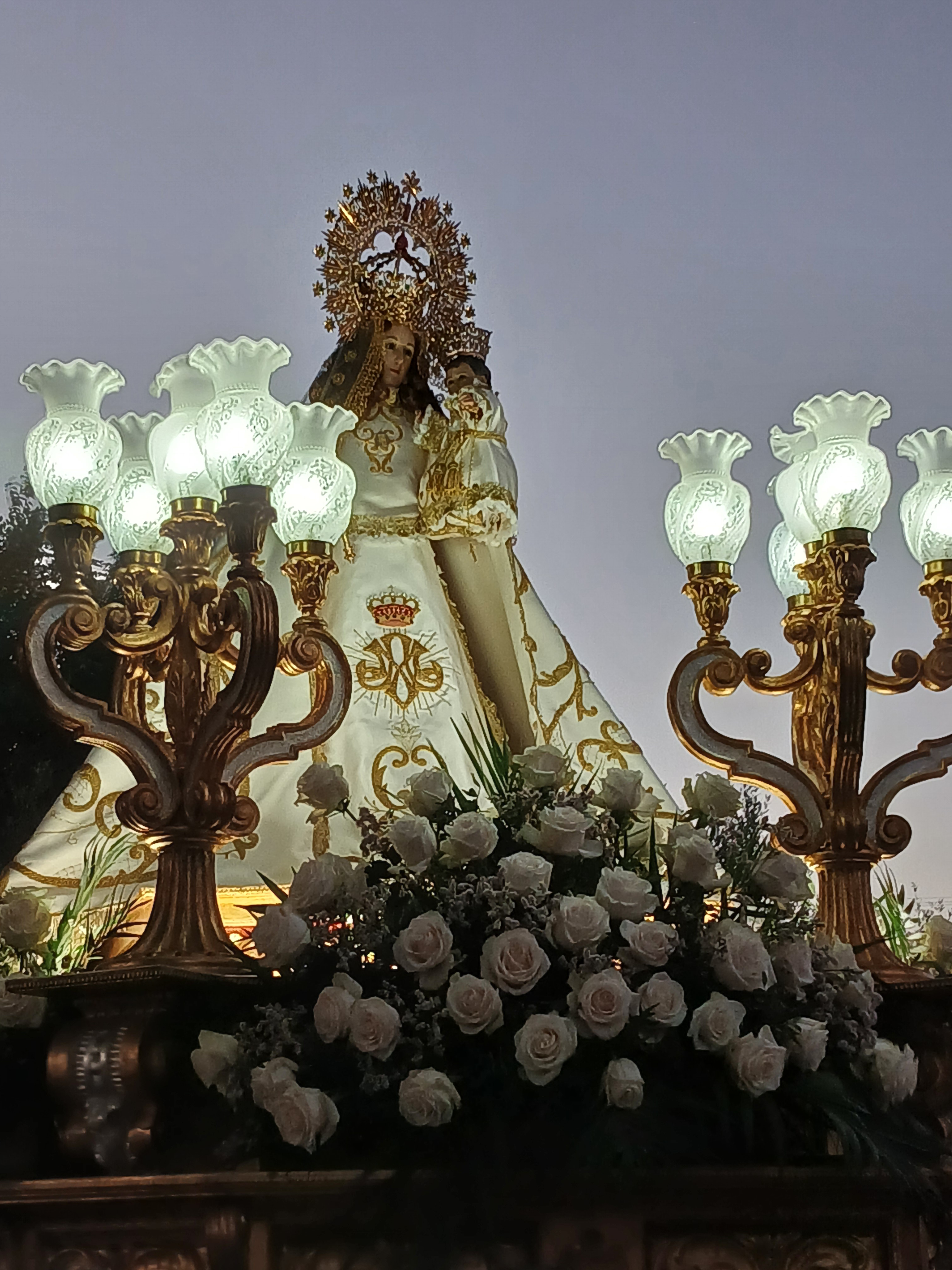
La Virgen bajando la cuesta de los Remedios.

Al final de la tarde, sobre las nueve de la noche y una vez que ha finalizado la subasta, se inicia la procesión de la bajada de la Virgen a Valencia de Alcántara en la que la imagen es acompañada por numerosos devotos, algunos de ellos emigrantes llegados de diversos lugares de España.
El recibimiento oficial de las autoridades a la Virgen se hace en la Plaza de los Carballos, donde la esperan, junto a las autoridades locales, la banda de música de Portalegre, los componentes de “Juéllega Extremeña” y numeroso público. Al llegar la Virgen a esta plaza, la banda interpreta el Himno Nacional, el predicador del Septenario incensa la imagen y se entona la Salve. Desde la plaza de los Carballos la procesión se dirige hacia la plaza de la Constitución, interpretándose el Himno de la Virgen de los Remedios.
La procesión la encabeza el estandarte de la Hermandad; a continuación, los componentes de Juéllega Extremeña; tras ellos, la banda de música y aquellos fieles con promesas. Tras la Virgen, las autoridades eclesiásticas y municipales a las que acompañan el Mayordomo y directivos de la Hermandad; finalmente, los devotos cierran la procesión.

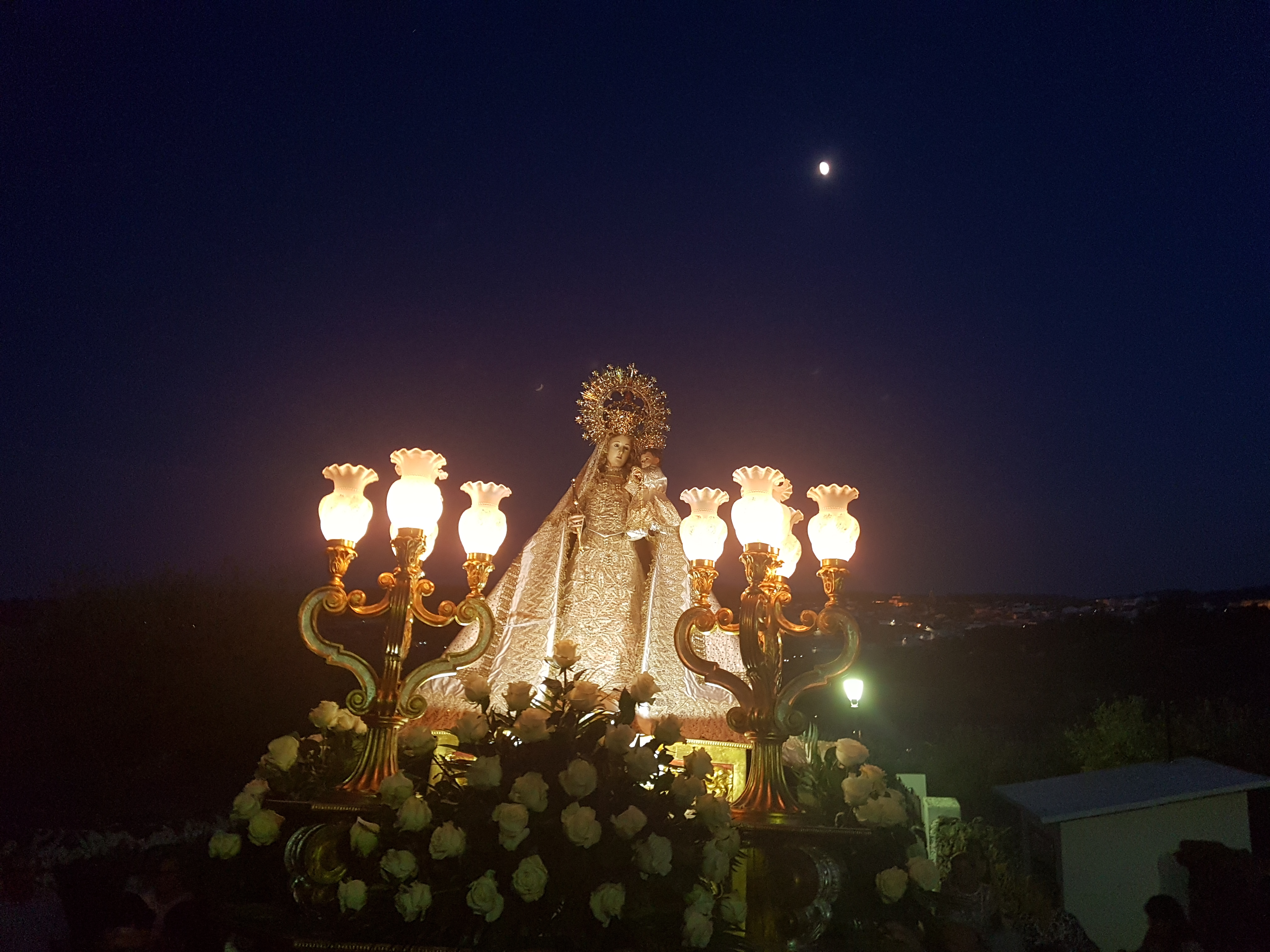
Subida de la Virgen a su ermita.

En su camino hacia la Plaza de la Constitución se realiza una parada de la Virgen en las Cuatro Calles donde la familia Hilanderas monta una rueda de fuegos artificiales. La Virgen entra en la plaza a los sones del Himno Nacional, cantándole posteriormente la Tuna de Magisterio de Cáceres, tras lo cual el predicador del Septenario dedica unas palabras. A continuación, Juéllega Extremeña ofrece a la Virgen bailes regionales, entre los que destaca el Fandango a la Virgen de los Remedios.
Tras los actos de la plaza, se reanuda la procesión que se encamina hasta la iglesia de Rocamador, templo que albergará a la Virgen durante su estancia de siete días en Valencia de Alcántara y donde se celebrará el tradicional Septenario.
El segundo domingo de septiembre es el día de la subida de la imagen de la Virgen desde Rocamador hasta la ermita. En la mañana de ese día se celebra una solemne misa en el transcurso de la cual se impone la medalla de la Hermandad a los nuevos Hermanos. En este acto participa la coral de Juéllega Extremeña ataviada con el traje regional, que canta la Misa Extremeña, finalizando la misma con la interpretación del Himno a la Virgen de los Remedios.
Ya por la tarde se inicia la procesión de regreso a la ermita; acompañan a la Virgen la Banda de Cornetas y Tambores “Los Castúos” de Valencia de Alcántara y la Banda de Música de Castelo de Vide (Portugal). La despedida oficial de la Virgen se realiza en la Plaza de los Carballos, lugar en el que se entona la Salve y se interpreta el Himno Nacional. Posteriormente, la procesión se encamina hacia la ermita acompañada por la Banda de Cornetas y Tambores hasta el inicio de la cuesta de los Remedios. La Virgen llega a su ermita y queda colocada de espaldas a ésta mirando hacia el pueblo. Tras unas últimas palabras de despedida, la Virgen de los Remedios se recoge en su Santuario, donde permanecerá hasta el primer domingo de septiembre del año siguiente.

## Devoción popular
La Virgen de los Remedios siempre ha gozado de una gran devoción por parte de los vecinos de Valencia de Alcántara; ello puede comprobarse en algunos trajes que han sido regalados por los devotos, o en la composición de canciones, como hizo Francisco Higuero Rosado. Este valentino residente en Granada compuso en 1969 para la Virgen de los Remedios un himno, que tiempo después llegó a convertirse en el himno oficial.

HIMNO A LA VIRGEN DE LOS REMEDIOS

| Virgen de los Remedios Santa Madre de Dios, Patrona y Madre Tú eres de Valencia y su región. Nosotros te pedimos con fe y lealtad, nos guíes desde tu ermita y nos des gloria inmortal. | Dios te salve Reina y Madre de tus hijos ten piedad, te cantamos este himno con amor a tu bondad. | Virgen de los Remedios Santa Madre de Dios, Patrona y Madre Tú eres de Valencia y su región. Nosotros te pedimos con fe y lealtad, nos des Paz en la Tierra y gloria celestial. | Dios te salve Reina y Madre de tus hijos ten piedad, te cantamos este himno con amor a tu bondad. A Ti. |

En 1970 tuvo lugar la imposición de la nueva corona a la Virgen, que es la que luce oficialmente para su festividad y su septenario. Se celebró el primer domingo de septiembre, día de los Remedios, y fue un gran acontecimiento. La Virgen fue coronada en la ermita para, una vez terminados los actos, bajase en procesión hasta la villa de Valencia de Alcántara para que se celebrara el septenario. Diez años después, se funda el grupo de Coros y Danzas "Juéllega Extremeña". Justo ese año, el día 6 de septiembre, festividad de la Virgen, Juéllega la nombra Madrina del grupo. El acto se llevó a cabo en la plaza de la Constitución, imponiéndosele a la imagen una banda; ésta se conserva actualmente en el camarín de la Virgen.
De 1987 a 1988, se celebró el Año Santo Mariano. El entonces obispo de la diócesis de Coria-Cáceres, Jesús Domínguez Gómez, designó al Santuario de la Virgen de los Remedios como lugar para ganar el jubileo dentro del Arciprestazgo de Valencia de Alcántara. Los actos de cierre finalizaron el día 10 de abril de 1988, a los que asistieron multitud de vecinos de Valencia de Alcántara y su comarca.